# Campeonato Europeo Femenino de Balonmano Júnior
El Campeonato Europeo de Balonmano Femenino Sub-19 es la competición oficial de las selecciones nacionales femeninas de la categoría júnior (o sub-19) de balonmano de Europa. 
El torneo está organizado por la Federación Europea de Balonmano y se celebra cada dos años (intercalada con el Mundial). La competición recibió en inglés su nombre actual en 2004 (European Women's Junior Handball Championship) o Campeonato Europeo de Balonmano sub-19 femenino.
Además de coronar a las campeonas de Europa, el torneo también sirve como torneo clasificatorio para el Campeonato Mundial de Balonmano Júnior.

## Historial
| 1996 Detalles | Polonia         | Dinamarca | 24 – 23 | Ucrania      | Rusia               | 22 – 19 | Noruega      |
| 1998 Detalles | Eslovaquia      | Rumania   | 33 – 24 | Lituania     | Rusia               | 28 – 27 | Turquía      |
| 2000 Detalles | Francia         | Rumania   | 30 – 28 | Rusia        | Croacia             | 25 – 23 | Suecia       |
| 2002 Detalles | Finlandia       | Rusia     | 25 – 24 | Hungría      | España              | 27 – 19 | Países Bajos |
| 2004 Detalles | República Checa | Rusia     | 25 – 24 | Noruega      | Serbia y Montenegro | 39 – 28 | Francia      |
| 2007 Detalles | Turquía         | Dinamarca | 29 – 19 | España       | Rumania             | 36 – 31 | Suecia       |
| 2009 Detalles | Hungría         | Noruega   | 29 – 27 | Hungría      | Rusia               | 29 – 24 | Alemania     |
| 2011 Detalles | Países Bajos    | Dinamarca | 29 – 27 | Países Bajos | Austria             | 34 – 28 | Serbia       |
| 2013 Detalles | Dinamarca       | Rusia     | 36 – 28 | Hungría      | Dinamarca           | 33 – 22 | Noruega      |
| 2015 Detalles | España          | Dinamarca | 29 – 26 | Rusia        | Suecia              | 25 – 24 | Hungría      |
| 2017 Detalles | Eslovenia       | Francia   | 31 – 26 | Rusia DES*   | Dinamarca           | 28 – 26 | Hungría      |
| 2019 Detalles | Hungría         | Hungría   | 27 – 20 | Países Bajos | Noruega             | 29 – 26 | Rusia        |
| 2021 Detalles | Eslovenia       | Hungría   | 31 – 22 | Rusia        | Francia             | 30 – 29 | Suecia       |
| 2023 Detalles | Rumania ·       | Hungría   | 35 – 26 | Dinamarca    | Rumania             | 39 – 32 | Portugal     |
| 2025 Detalles | Montenegro      | Alemania  | 34 – 27 | España       | Dinamarca           | 38 – 14 | Austria      |

Notas: DES*
- El 3 de abril de 2018 el equipo ruso fue descalificado y despojado de sus medallas de plata, ganadas en la edición de 2017, debido a violaciones de dopaje cometidas por tres jugadoras del equipo. [3] [4]

## Medallero
| Núm.  | País                | Oro | Plata | Bronce | Total |
| ----- | ------------------- | --- | ----- | ------ | ----- |
| 1     | Dinamarca           | 4   | 2     | 2      | 8     |
| 2     | Rusia               | 3   | 3     | 3      | 9     |
| 3     | Hungría             | 3   | 3     | 1      | 7     |
| 4     | Rumania             | 2   | 0     | 2      | 4     |
| 5     | Noruega             | 1   | 1     | 1      | 3     |
| 6     | Francia             | 1   | 0     | 1      | 4     |
| 7     | Alemania            | 1   | 0     | 0      | 1     |
| 8     | España              | 0   | 2     | 1      | 3     |
| 9     | Países Bajos        | 0   | 2     | 0      | 2     |
| 10    | Lituania            | 0   | 1     | 0      | 1     |
| 10    | Ucrania             | 0   | 1     | 0      | 1     |
| 11    | Austria             | 0   | 0     | 1      | 1     |
| 11    | Croacia             | 0   | 0     | 1      | 1     |
| 11    | Serbia y Montenegro | 0   | 0     | 1      | 1     |
| 11    | Suecia              | 0   | 0     | 1      | 1     |
| Total | Total               | 15  | 15    | 15     | 45    |

- (2017): Dinamarca, plata y Hungría, bronce